# Mareuil (Charente)
Mareuil ist eine französische Gemeinde mit 393 Einwohnern (Stand 1. Januar 2022) im Département Charente in der Region Nouvelle-Aquitaine (vor 2016 Poitou-Charentes); sie gehört zum Arrondissement Cognac und zum Kanton Val de Nouère. 

## Geographie
Mareuil liegt etwa 19 Kilometer nordöstlich von Cognac. Umgeben wird Mareuil von den Nachbargemeinden Neuvicq-le-Château im Nordwesten und Norden, Rouillac im Osten und Süden, Sigogne im Süden und Südwesten sowie Courbillac im Westen.

## Bevölkerungsentwicklung
| 1962                       | 1968 | 1975 | 1982 | 1990 | 1999 | 2006 | 2019 |
| -------------------------- | ---- | ---- | ---- | ---- | ---- | ---- | ---- |
| 342                        | 319  | 333  | 298  | 360  | 351  | 377  | 398  |
| Quellen: Cassini und INSEE |      |      |      |      |      |      |      |

## Sehenswürdigkeiten

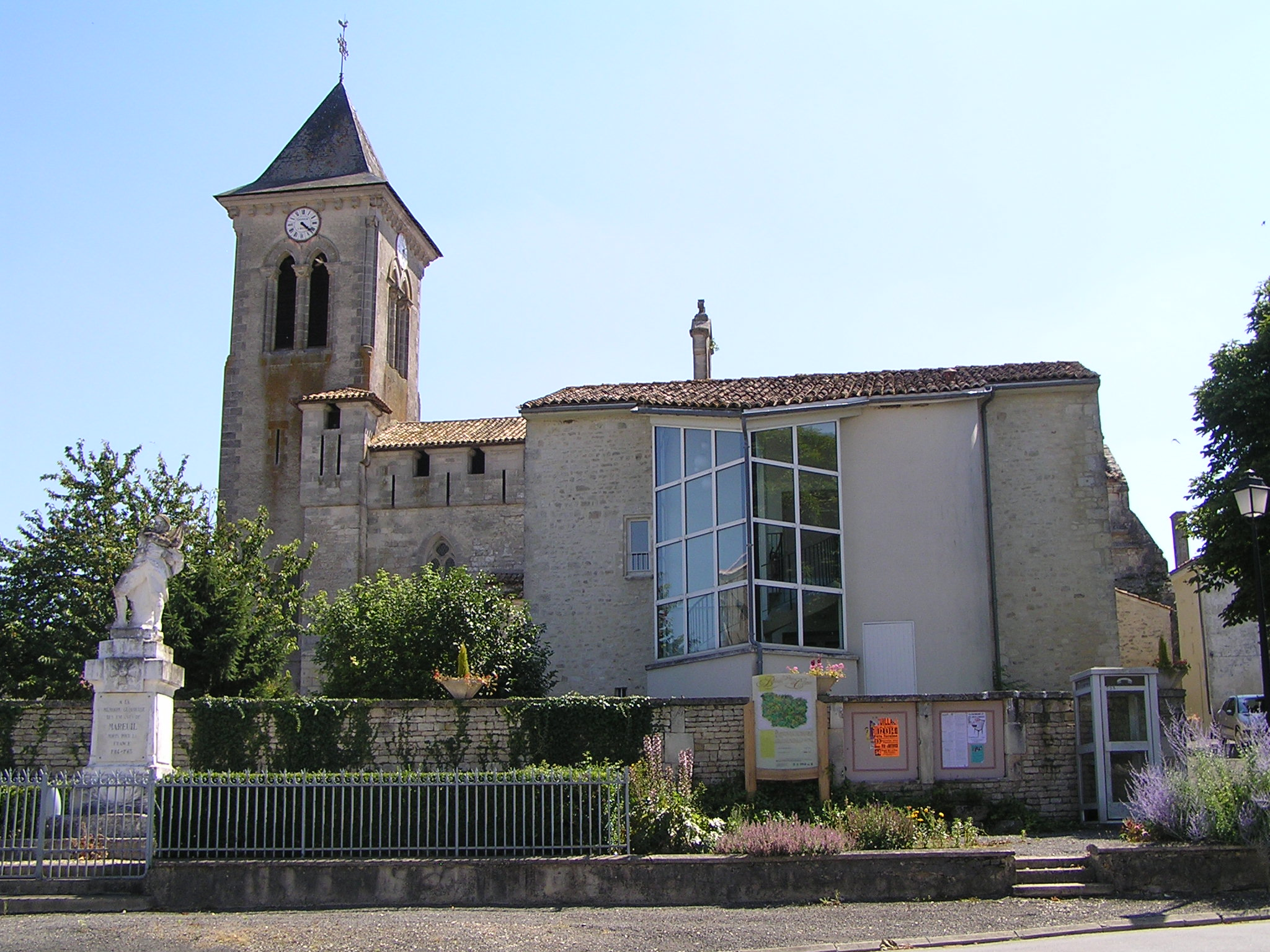
Kirche Notre-Dame

- Kirche Notre-Dame